# Thomas Erastus
Thomas Erastus (magyarosan Erastus Tamás)  (Baden (Svájc), 1524. szeptember 7. - Bázel, 1583. december 31.) svájci német orvos, teológus és filozófus.

## Életpályája
Egy kézművescsalád gyermekeként született. Családi neve eredetileg Lüber volt. 
Bázelben, Bolognában és Padovában tanult. Felesége Isotta a Canonici, egy bolognai polgár lánya volt. 1558-ban Heidelbergben Ottó Henrik választófejedelem háziorvosa lett, az egyetemen pedig orvostant tanított. 1559-től 1580-ig rektor volt. III. Frigyes választófejedelem alatt ő volt a Zwingli-féle tiszta úrvacsora-tan képviselője az 1560. évi heidelbergi és az 1564. évi maulbronni vallási viták folyamán, ám a kálvinizmus elleni merev fellépése miatt a választófejedelem kiközösítette. Ezt követően 1583-ban Bázelban az erkölcstan tanára lett. Itt halt meg 1583. december 31-én.
Halála után 1589-ben Londonban jelent meg Explicatio gravissimae quaestionis, utrum excommunicatio mandato nitatur divino, an excogitata sit ab hominibus című írása. Egyes nézetek szerint ebben az önálló egyházi hatalom ellen lépett fel; azonban voltaképpen csak a presbitériumok kiközösítési jogkörét vitatta azon az alapon, hogy ha a kiközösítés világi büntetést von maga után, akkor az kizárólag világi hatóság jogkörébe tartozik. E műve kapcsán Nagy-Britanniában is ismertté lett. Azon felfogást, amely az egyházkormányzatot az államhatalomnak rendeli alá, gyakran ma is - alaptalanul  - erastianismusnak nevezik.